# Film d'aventures
 Pour plus de détails, voir le corps de l'article.
Le film d'aventures ou film d'aventure (au singulier) est un genre cinématographique caractérisé par la présence d'un héros fictif ou non, tirant son statut du mythe qu'il inspire, l'action particulière qui s'y déroule, l'emploi de décors particuliers également, parfois le décalage temporel par rapport au contemporain ainsi que, parfois, les invraisemblances voulues caractérisant ainsi son excentricité, le tout véhiculant une idée générale de dépaysement. Le genre du film d'aventures a des frontières peu hermétiques puisqu'il englobe d'autres genres cinématographiques comme le western et la science-fiction.

## Exemples de films d'aventures

### Allemagne
- 1972 : Aguirre, la colère de Dieu
- 1989 : L'Ascension du Chimborazo

### États-Unis
- 1918 : Tarzan chez les singes
- 1922 : Robin des Bois
- 1930 : Cœurs brûlés
- 1931 : Les Titans du ciel
- 1932 : Tarzan l'homme singe
- 1933 : King Kong
- 1935 : L'Appel de la forêt
- 1935 : La Bandera
- 1935 : Capitaine Blood
- 1935 : Les Croisades
- 1935 : Les Révoltés du Bounty
- 1936 : Hula, fille de la brousse
- 1937 : Hurricane
- 1938 : Les Aventures de Robin des Bois
- 1939 : Gunga Din
- 1939 : La Mousson
- 1940 : Le Signe de Zorro
- 1940 : Tumak, fils de la jungle
- 1942 : Le Chevalier de la vengeance
- 1942 : Le Cygne noir
- 1942 : Les Naufrageurs des mers du Sud
- 1945 : Pavillon noir
- 1947 : Capitaine de Castille
- 1947 : Sinbad le marin
- 1949 : Bagdad
- 1950 : Les Mines du roi Salomon
- 1952 : Barbe-Noire le pirate
- 1952 : La Captive aux yeux clairs
- 1952 : Les Fils des Mousquetaires
- 1952 : Les Neiges du Kilimandjaro
- 1952 : Le Prisonnier de Zenda
- 1952 : Scaramouche
- 1953 : Les Chevaliers de la Table ronde
- 1953 : Mogambo
- 1953 : La Perle noire
- 1954 : Capitaine King
- 1954 : Prince Vaillant
- 1955 : Les Contrebandiers de Moonfleet
- 1955 : La Mousson
- 1955 : Tant que soufflera la tempête
- 1956 : La Croisée des destins
- 1956 : Safari
- 1957 : L'Enfer des tropiques
- 1957 : Les espions s'amusent
- 1958 : Les Vikings
- 1962 : Cartouche
- 1962 : Hatari !
- 1965 : Le Gentleman de Cocody
- 1968 : Quand les aigles attaquent
- 1975 : L'Homme qui voulut être roi
- 1981 : Les Aventuriers de l'arche perdue[2]
- 1981 : Salut l'ami, adieu le trésor
- 1984 : Indiana Jones et le Temple maudit
- 1984 : À la poursuite du diamant vert
- 1985 : Le Diamant du Nil
- 1985 : Les Goonies
- 1986 : Les Aventures de Jack Burton dans les griffes du Mandarin
- 1989 : Indiana Jones et la Dernière Croisade
- 1993 : Jurassic Park
- 1995 : Braveheart
- 1999 : La Momie
- 2001 : Le Retour de la momie
- 2001 : Lara Croft: Tomb Raider
- 2003 : Lara Croft : Tomb Raider, le berceau de la vie
- 2004 : Benjamin Gates et le Trésor des Templiers (National Treasure)
- 2008 : Benjamin Gates et le Livre des secrets
- 2008 : Indiana Jones et le Royaume du crâne de cristal
- 2008 : La Momie : La Tombe de l'Empereur Dragon
- 2017 : La Momie
- 2018 : Tomb Raider
- 2023 : Indiana Jones et le Cadran de la destinée

### France
- 1959 : Le Bossu d'André Hunebelle
- 1960 : Le Capitan d'André Hunebelle
- 1962 : Cartouche de Philippe de Broca
- 1963 : Peau de banane de Marcel Ophüls
- 1963 : L'Homme de Rio
- 1964 : Cent Mille Dollars au soleil d'Henri Verneuil
- 1964 : Les Tribulations d'un Chinois en Chine
- 1965 : Pierrot le Fou
- 1966 : La Grande Vadrouille de Gérard Oury
- 1967 : Les Aventuriers
- 1971 : Les Mariés de l'an II
- 1973 : Les Aventures de Rabbi Jacob
- 1975 : Zorro
- 1977 : L'Animal de Claude Zidi
- 1982 : L'As des as de Gérard Oury
- 1988 : Chouans !
- 1988 : Itinéraire d'un enfant gâté de Claude Lelouch
- 1994 : La Fille de d'Artagnan de Bertrand Tavernier
- 2000 : Amazone de Philippe de Broca
- 2013 : Michael Kohlhaas d'Arnaud des Pallières
- 2016 : La Loi de la jungle d'Antonin Peretjatko
- 2022 : Jack Mimoun et les Secrets de Val Verde de Malik Bentalha et Ludovic Colbeau-Justin

### Italie
- 1939 : Les Robinsons de la mer
- 1942 : Don César de Bazan (Don Cesare di Bazan) de Riccardo Freda
- 1949 : Le Fils de d'Artagnan (Il figlio di d'Artagnan)
- 1951 : La Vengeance de l'Aigle noir (La vendetta di Aquila Nera)
- 1956 : Le Château des amants maudits (Beatrice Cenci)
- 1959 : Hercule et la Reine de Lydie (Ercole e la regina di Lidia) de Mario Bava
- 1959 : La Bataille de Marathon (La battaglia di Maratona)
- 1961 : Les Mille et Une Nuits (Le meraviglie di Aladino)
- 1962 : Maciste en enfer (Maciste all'inferno)
- 1963 : Sandokan, le tigre de Bornéo
- 1960 : La ciociara de Vittorio De Sica
- 1961 : La Ruée des Vikings (Gli invasori)
- 1956 : Le Château des amants maudits (Beatrice Cenci)
- 1968 : Nos héros réussiront-ils à retrouver leur ami mystérieusement disparu en Afrique ? d'Ettore Scola

### Japon
- 1997 : Princesse Mononoké

### Royaume-Uni
- 1962 : Lawrence d'Arabie

### Russie
- 2007 : Fantassins, seuls en première ligne

### Union soviétique
- 1975 : Dersou Ouzala
- 1988 : L'Incantation de la vallée des serpents

### Galerie
- Quelques films célèbres du genre « aventures »

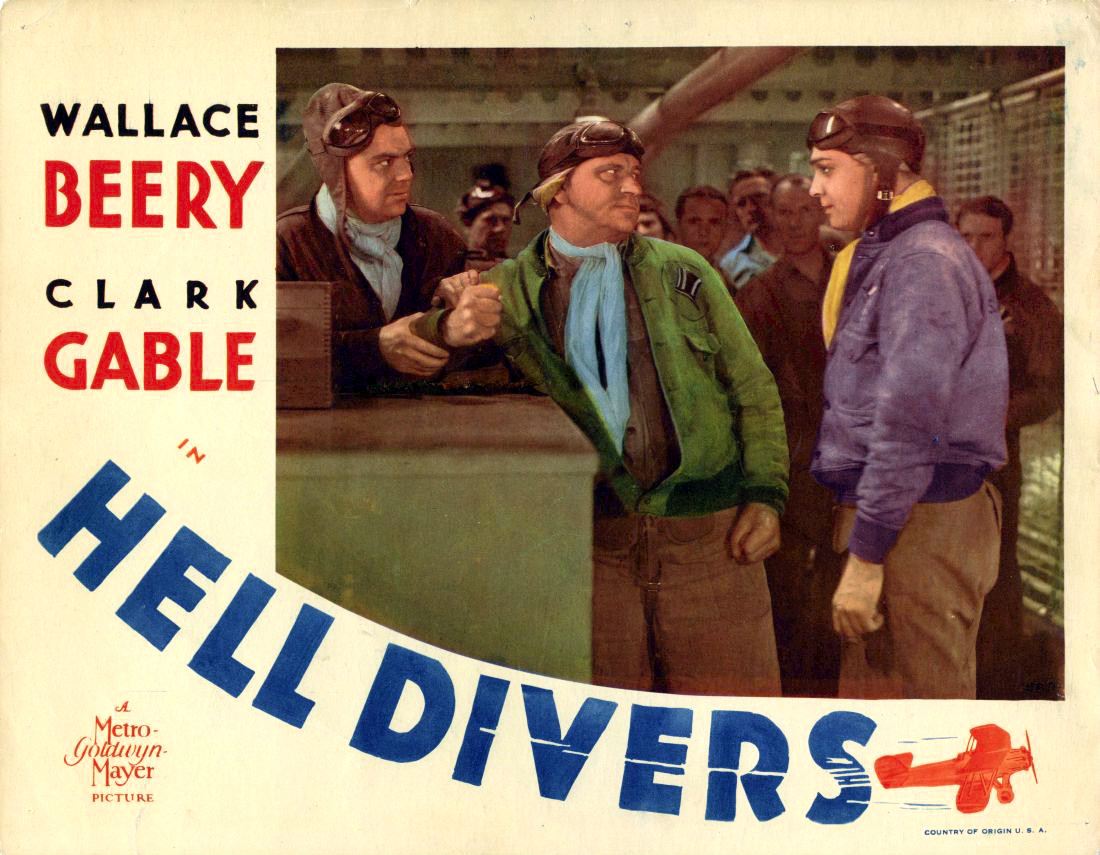
L'aventure aérienne avec Les Titans du ciel.
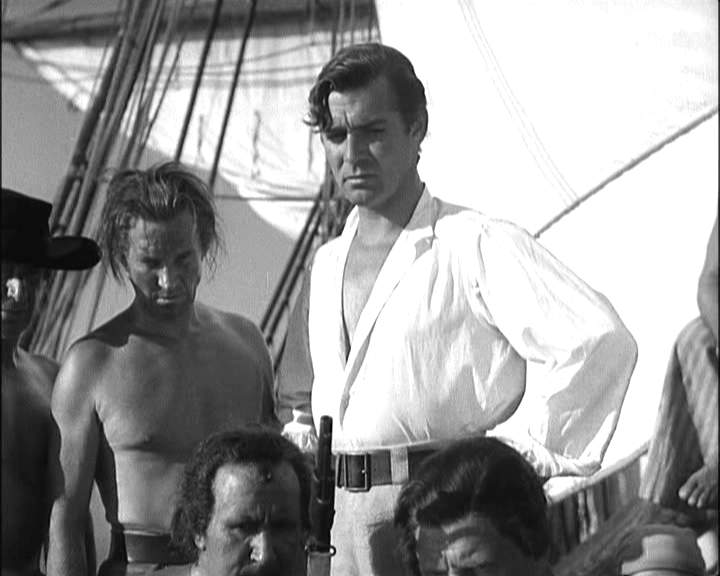
L'aventure sur les mers avec Clark Gable dans Les Révoltés du Bounty.
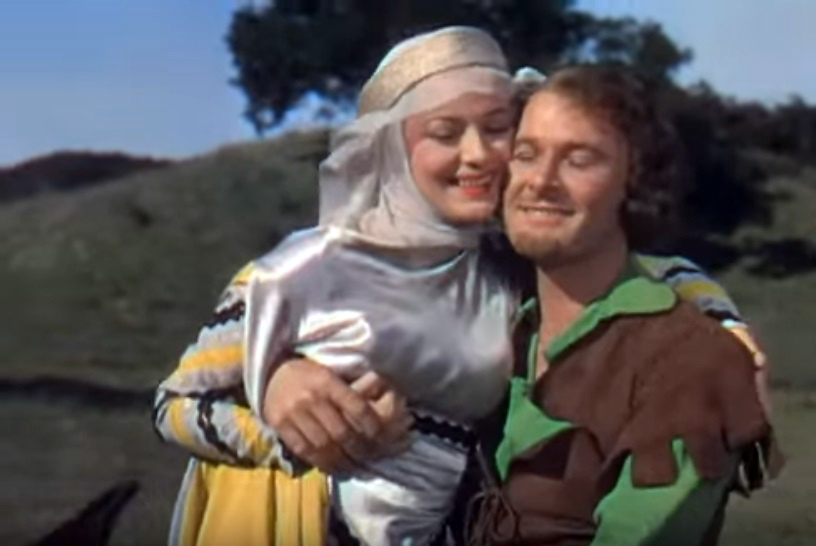
L'aventure médiévale avec Errol Flynn et Olivia de Havilland dans Les Aventures de Robin des Bois.
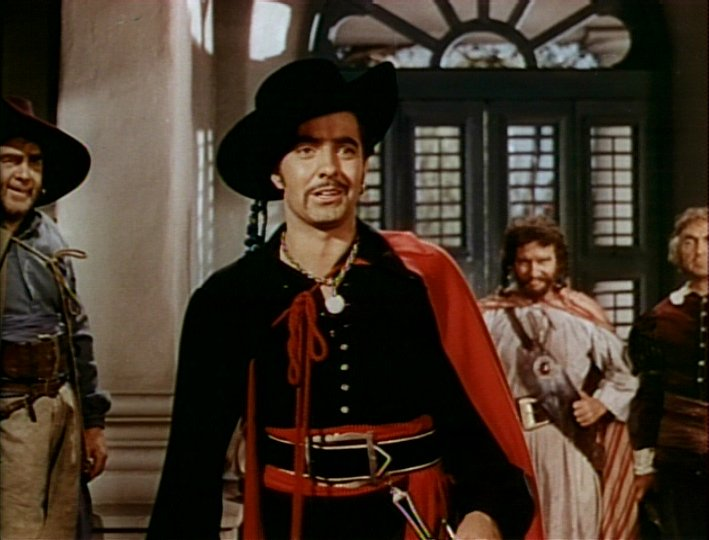
Le film de pirates avec Tyrone Power dans Le Cygne noir.
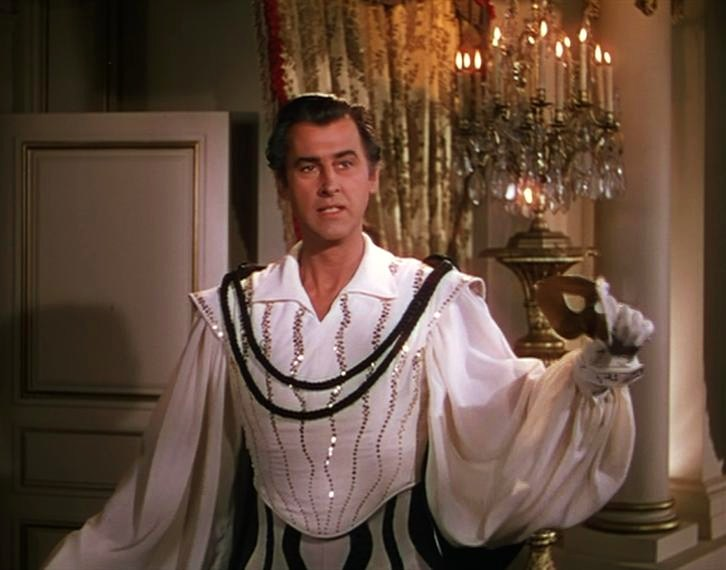
Le film de cape et d"épée avec Stewart Granger dans Scaramouche.
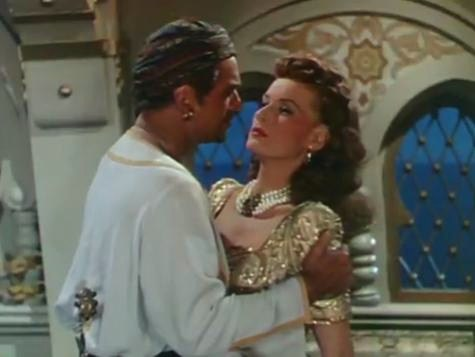
L'aventure orientale avec Douglas Fairbanks Jr. et Maureen O'Hara dans Sinbad le marin.
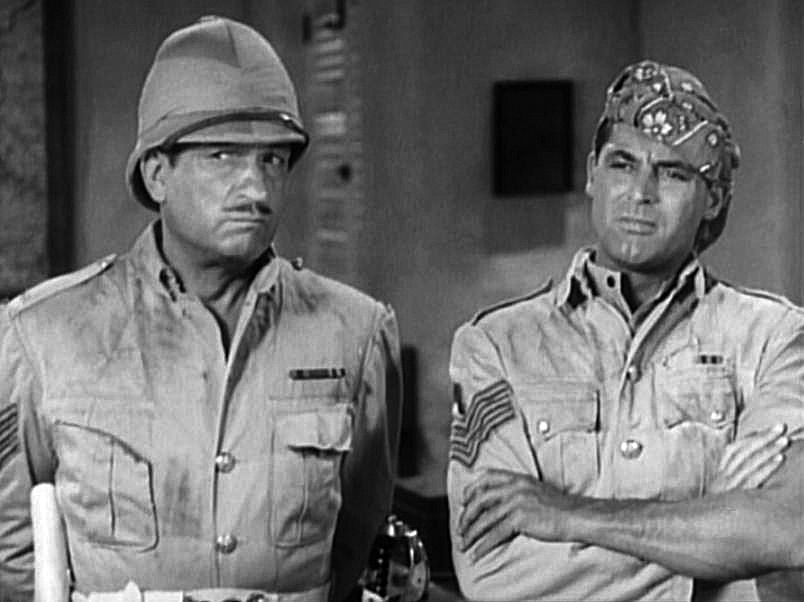
L'aventure coloniale avec Victor McLaglen et Cary Grant dans Gunga Din.
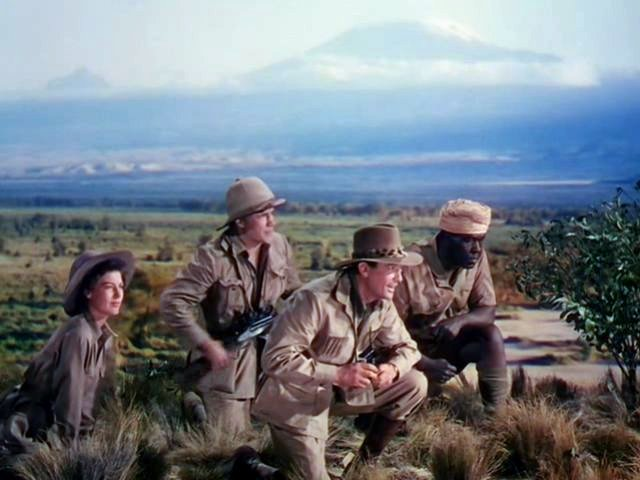
L'aventure africaine avec Ava Gardner et Gregory Peck dans Les Neiges du Kilimandjaro.

## Autres types de film d'aventures
- Le road movie[3] : les road movies sont des « films sur la route ». Le lieu de l'intrigue est la route elle-même et pas les lieux qu'elle traverse.
- Le western[1] : le western est un genre cinématographique dont l'action se situe presque toujours en Amérique du Nord lors de la conquête de l'Ouest.
- Le film de science-fiction[1] : la science-fiction est structurée par des hypothèses sur ce que pourrait être le futur et (ou) les univers inconnus (planètes éloignées, mondes parallèles, etc.), en partant des connaissances actuelles.
- Le film de cape et d'épée[4] : le contexte de ces films est celui des époques allant de la Renaissance au début du XIXe siècle.

## Réalisateurs de film d'aventures
La liste ci-dessous est une brève liste, classée  alphabétiquement, de réalisateurs spécialisés dans ce type de films.
- Philippe de Broca
- John Carpenter
- Michael Curtiz
- John Huston
- Peter Jackson
- David Lean
- George Lucas
- Steven Spielberg
- Raoul Walsh
- Robert Zemeckis